# Isabelle Harvey
Pour les articles homonymes, voir Harvey.
Isabelle Harvey, née le 27 mars 1975 à Hauterive, est une joueuse canadienne de soccer évoluant au poste d'attaquant.

## Carrière
Isabelle Harvey compte 44 sélections et 3 buts en équipe du Canada entre 1998 et 2004. Elle reçoit sa première sélection le 19 juillet 1998, en match amical contre la Chine (défaite 1-2).
Elle remporte le Championnat féminin de la CONCACAF 1998, et participe à la Coupe du monde 1999 organisée aux États-Unis. Cinquième de l'Algarve Cup en 2000 et quatrième de l'Algarve Cup en 2001, elle obtient sa dernière sélection sous le maillot canadien le 3 février 2004, en match amical contre les États-Unis (défaite 0-2). 